# Список заслуженных тренеров СССР (современное пятиборье)
Почётное спортивное звание, присваивалось в 1956—1992 годах.
| 1957 год |                              |            |                         |        |               |  |
| 1        | Соколов Арсений Петрович     | ??.??.1957 | 14.02.1917 — ??.03.2009 |        |               |  |
| 1961 год |                              |            |                         |        |               |  |
| 1        | Авакян Эдуард Оганесович     | ??.12.1961 |                         | Ереван | «Буревестник» |  |
| 1962 год |                              |            |                         |        |               |  |
| 1        | Талаев Евгений Петрович      | ??.??.1962 |                         |        |               |  |
| 1963 год |                              |            |                         |        |               |  |
| 1        | Поляков Петр Васильевич      | ??.??.1963 | ??.??.1915 — ??.??.1990 |        |               |  |
| 1964 год |                              |            |                         |        |               |  |
| 1        | Новицкий Станислав Данилович | ??.07.1964 |                         | Баку   | «Нефтяник»    |  |

## 1968
- Новиков, Игорь Александрович

## 1971
- Певцов, Анатолий Иванович
- Туляков, Анатолий И.
- Чувилин, Олег Игнатьевич
- Шинкаренко, Николай Федорович

## 1972
- Варакин, Алексей Павлович
- Кота, Федор Степанович 29.07.1929 — 14.04.2006[3]
- Хапланов, Олег Павлович

## 1974
- Алеутдинов, Андрей Андреевич
- Заика, Валентин Федорович 1924—?

## 1980
- Бакланов, Виктор Петрович
- Ильин, Владимир Семенович
- Крюков, Глеб Петрович
- Матюшенко, Лев Акимович ?-1999
- Чикаев, Альберт Петрович
- Шахматов, Анатолий Павлович

## 1981
- Караваев, Евгений Константинович 2.9.1947[4]
- Пирогов, Валерий Викторович

## 1987
- Киселев, Владимир Петрович

## 1992
- Шуин, Александр Николаевич

## Год присвоения неизвестен
- Пуденков, Валерий Степанович 15.7.1944 (? 86; ? не было присвоено — зтр РСФСР)
- Вегера, Петр Михайлович 15.06.1934 — 18.03.2018